# Тім Цзю
Тім Цзю (англ. Tim Tszyu, рос. Тимофій Константинович Цзю, нар. 2 листопада 1994, Сідней, Австралія) — австралійський боксер-професіонал російського походження, чемпіон світу за версією WBO (2023—2024) в першій середній вазі.

## Життєпис
Тім Дзю народився в Сіднеї в родині росіян 2 листопада 1994 року. Батько Тіма, Костянтин, має етнічне російське, корейське та монгольське походження, а мати Наташа Анікіна — етнічне російське походження. Костянтин Цзю — колишній абсолютний чемпіон у напівсередній вазі, якого було занесено до Міжнародної зали боксерської слави у 2011 році. Перший спортивний інтерес Тіма почав проявлятися у віці шести років, коли він записався на гімнастику, а пізніше переключився на футбол у віці 10 років.
Як футболіст, він був обраний для гри за кілька місцевих представницьких команд, але його інтерес до спорту почав згасати у віці 13 років, коли він був вимушений тимчасово переїхати із сім'єю до Москви на кілька місяців, а потім повернутися до Сіднея.
У 15 років Цзю вирішив кинути футбол і почав кар'єру в боксі. У підлітковому віці він відвідував християнську школу Святого Георгія і Ньюїнгтонський коледж, а після закінчення середньої школи вступив на факультет бізнесу в Сіднейський технологічний університет.
Цзю встановив рекорд аматорського боксу 33-1. У 2016 році, у віці 22 років, став професіональним боксером.

## Професіональна кар'єра
30 березня 2024 року відбувся бій між Тімом Цзю та американцем Себастьяном Фундора, в якому Цзю зазнав першої поразки розділеним рішенням, втратив титул чемпіона світу за версією WBO і не зміг завоювати вакантний титул чемпіона світу за версією WBC в першій середній вазі.